# Sexto Hombre
En baloncesto, el sexto hombre es un jugador que no es un titular, pero juega mucho más que los otros suplentes, siendo normalmente el primero en salir desde el banquillo. El sexto hombre muchas veces juega igual o mayor tiempo que alguno de los titulares, y consigue similares estadísticas. Suele ser un jugador capaz de jugar en varias posiciones, de ahí que puedan ser sustituidos más a menudo. Por ejemplo, Kevin McHale, un famoso sexto hombre que jugó para los Boston Celtics en la década de los 80s, podía jugar como pívot o ala-pívot. La presencia de un buen sexto hombre suele ser un signo de fortaleza. Suele significar que un equipo tiene una buena profundidad de banquillo, y que el sexto hombre está capacitado para jugar de inicio en la mayoría de los equipos.
Una estrategia muy común es introducir al sexto hombre cuando el quinteto del otro equipo se encuentra con fatiga o con problemas de faltas; de este modo, dicho jugador "revoluciona" el partido favorablemente para su equipo. Puede entrar sin que el equipo sufra una bajada en la anotación, como se comprobó con Toni Kukoč en la década gloriosa de los 90 de los Chicago Bulls, y más recientemente con  Manu Ginóbili en los San Antonio Spurs o Jason Terry en los Dallas Mavericks.
El legendario entrenador de Boston Celtics, Red Auerbach ha sido tradicionalmente considerado el creador del sexto hombre en el baloncesto. En los años 50 utilizó como base a Frank Ramsey, quien jugaba tras el dúo Hall of Fame de Bob Cousy y Bill Sharman en la primera etapa de la dinastía de los Celtics. Aunque Ramsey era uno de los mejores jugadores de los orgullosos verdes, se sentía más cómodo saliendo desde el banco, y Auerbach quería a sus mejores jugadores frescos. Posteriormente, su compañero en los Celtics John Havlicek tendría ese mismo papel al retirarse Ramsey.
Los jugadores que más veces han ganado este galardón han sido: Jamal Crawford y Lou Williams, con un total de 3 títulos cada uno.